# Сущанська сільська рада (Попільнянський район)
Сущанська сільська рада — колишня адміністративно-територіальна одиниця та орган місцевого самоврядування у Корнинському, Попільнянському і Брусилівському районах Білоцерківської округи, Київської й Житомирської областей Української РСР та України з адміністративним центром у с. Сущанка.

## Населені пункти
Сільській раді були підпорядковані населені пункти:
- с. Сущанка

## Населення
Відповідно до результатів перепису населення СРСР, кількість населення ради станом на 12 січня 1989 року становила 490 осіб.
Станом на 5 грудня 2001 року, відповідно до перепису населення України, кількість мешканців сільської ради становила 404 особи.

## Склад ради
Рада складалася з 12 депутатів та голови.

### Керівний склад сільської ради
| ПІБ                          | Основні відомості                                                             | Дата обрання | Дата звільнення |
| ---------------------------- | ----------------------------------------------------------------------------- | ------------ | --------------- |
| Василенко Зінаїда Олексіївна | Сільський голова, 1966 року народження, освіта, позапартійна                  | 26.03.2006   | 31.10.2010      |
| Василенко Зінаїда Олексіївна | Сільський голова, 1966 року народження, освіта незакінчена вища, позапартійна | 31.10.2010   |                 |

Примітка: таблиця складена за даними джерела

## Історія
Створена 1923 року в складі сіл Малі Гуляки та Сущанка Лучинської волості Сквирського повіту Київської губернії.
Станом на 1 вересня 1946 року сільська рада входила до складу Корнинського району Житомирської області, на обліку в раді перебували села Малі Гуляки та Сущанка.
11 січня 1960 року, відповідно до рішення Житомирського облвиконкому № 2 «Про зміни в адміністративно-територіальному поділі сільських рад в районах області», сільську раду ліквідовано, територію та населені пункти ради приєднано до складу Лучинської сільської ради Брусилівського району. Відновлена 13 січня 1969 року, відповідно до рішення Житомирського облвиконкому № 16 «Про зміни в адміністративному підпорядкуванні деяких населених пунктів області», шляхом перенесення адміністративного центру Мохнацької сільської ради Попільнянського району до с. Сущанка з відповідним її перейменуванням на Сущанську; с. Мохначка підпорядковане Білківській сільській раді Попільнянського району.
На 1 січня 1972 року сільська рада входила до складу Попільнянського району Житомирської області, на обліку в раді перебувало с. Сущанка.
Виключена з облікових даних 20 квітня 2016 року. Територію та населені пункти ради включено до складу новоствореної Корнинської селищної територіальної громади Попільнянського району Житомирської області.
Входила до складу Корнинського (7.03.1923 р., 17.02.1935 р.), Попільнянського (5.02.1931 р., 28.11.1957 р., 13.01.1969 р.) та Брусилівського (20.03.1959 р.) районів.